# Unguraș
Unguraș [unguˈraʃ] (deutsch Schlosswall, ungarisch Bálványosváralja) ist eine Gemeinde im Kreis Cluj, in der Region Siebenbürgen in Rumänien. Der Ort ist auch unter der ungarischen Bezeichnung Váralja bekannt, die von der einheimischen Bevölkerung bevorzugt wird.

## Geographische Lage

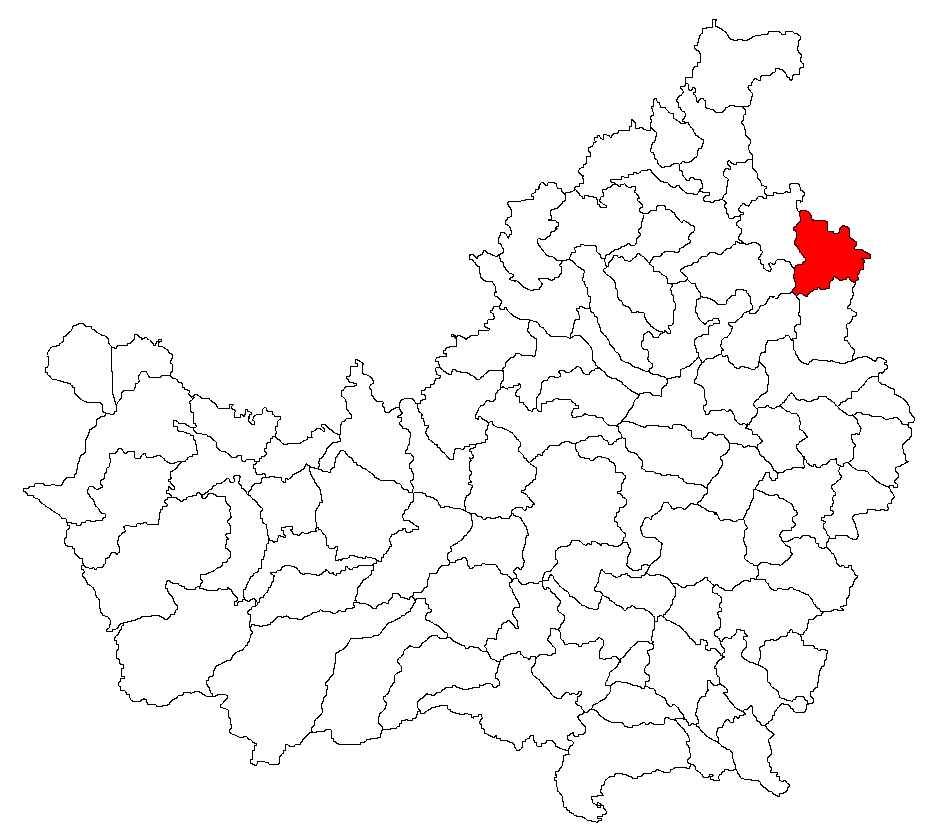
Lage der Gemeinde Unguraș im Kreis Cluj

Die Gemeinde Unguraș liegt im Siebenbürgischen Becken im Nordosten des Kreises Cluj. An der Kreisstraße (Drum județean) DJ 161D befindet sich das Gemeindezentrum 18 Kilometer östlich von der Stadt Dej (Deesch) und etwa 70 Kilometer nordöstlich von der Kreishauptstadt Cluj-Napoca (Klausenburg) entfernt.

## Geschichte
Der Ort Unguraș wurde 1269 urkundlich erwähnt. Archäologische Funde auf dem Areal des Ortes deuten nach Angaben von J. Ackner, J. F. Niegebauer und andere in die späte Bronzezeit. Nach Angaben von I. Marțian deuten Funde im eingemeindeten Dorf Batin (Battendorf), bei Dealul Cetății oder La Cetățele, auf eine Besiedlung der Region bis in die Urgeschichte zurück.
Nach dem Mongolensturm von 1241 wurde auf dem Gebiet des heutigen Gemeindezentrums die Burg Bálványos (⊙) errichtet, in deren Nähe eine ungarische Siedlung, das heutige Dorf Unguraș entstand. Im Mittelalter gehörten zur Domäne der Burg mehrere sächsische, ungarische und rumänische Dörfer.
Im Königreich Ungarn gehörte die heutige Gemeinde dem Stuhlbezirk Dés in der Gespanschaft Szolnok-Doboka, anschließend dem historischen Kreis Someș und ab 1950 dem heutigen Kreis Cluj an.

## Bevölkerung
Die Bevölkerung der Gemeinde entwickelte sich wie folgt:
| 1850 | 2.450 | 1.217 | 1.062 | - | 171           |
| 1920 | 2.755 | 1.338 | 1.335 | 1 | 81            |
| 1966 | 4.131 | 2.158 | 1.972 | - | 1             |
| 2002 | 3.093 | 1.131 | 1.850 | 1 | 111           |
| 2011 | 2.777 | 992   | 1.707 | 2 | 76 (Roma 41)  |
| 2021 | 2.443 | 872   | 1.459 | 2 | 110 (Roma 58) |

Seit 1850 wurde auf dem Gebiet der heutigen Gemeinde die höchste Einwohnerzahl und gleichzeitig die der Rumänen 1966 ermittelt. Die höchste Bevölkerungszahl der Magyaren (2095) 1977, die der Roma (116) 1850 und die der Rumäniendeutschen (68) wurde 1910 registriert. Bei einigen Erhebungen wurden bis zu drei Ukrainer registriert.

## Sehenswürdigkeiten
- Die Ruinen der Bálványos Burg in Unguraș, etwa im 14. Jahrhundert errichtet, steht unter Denkmalschutz.[7] Nach dem Besitz siebenbürgischer Fürsten kam sie im 16. Jahrhundert in Besitz des moldauischen Fürsten Petru Rareș. 1536 ließ Georg Martinuzzi mit Steinen der Burg, das neue Schloss in Gherla (Neuschloss) errichten.[4]
- Im Gemeindezentrum die reformierte Kirche, wurde nach unterschiedlichen Angaben im 14.[7] oder im 15. Jahrhundert[4] errichtet, steht unter Denkmalschutz.
- Die orthodoxe Kirche im Gemeindezentrum, um das Jahr 1800 errichtet.[9]

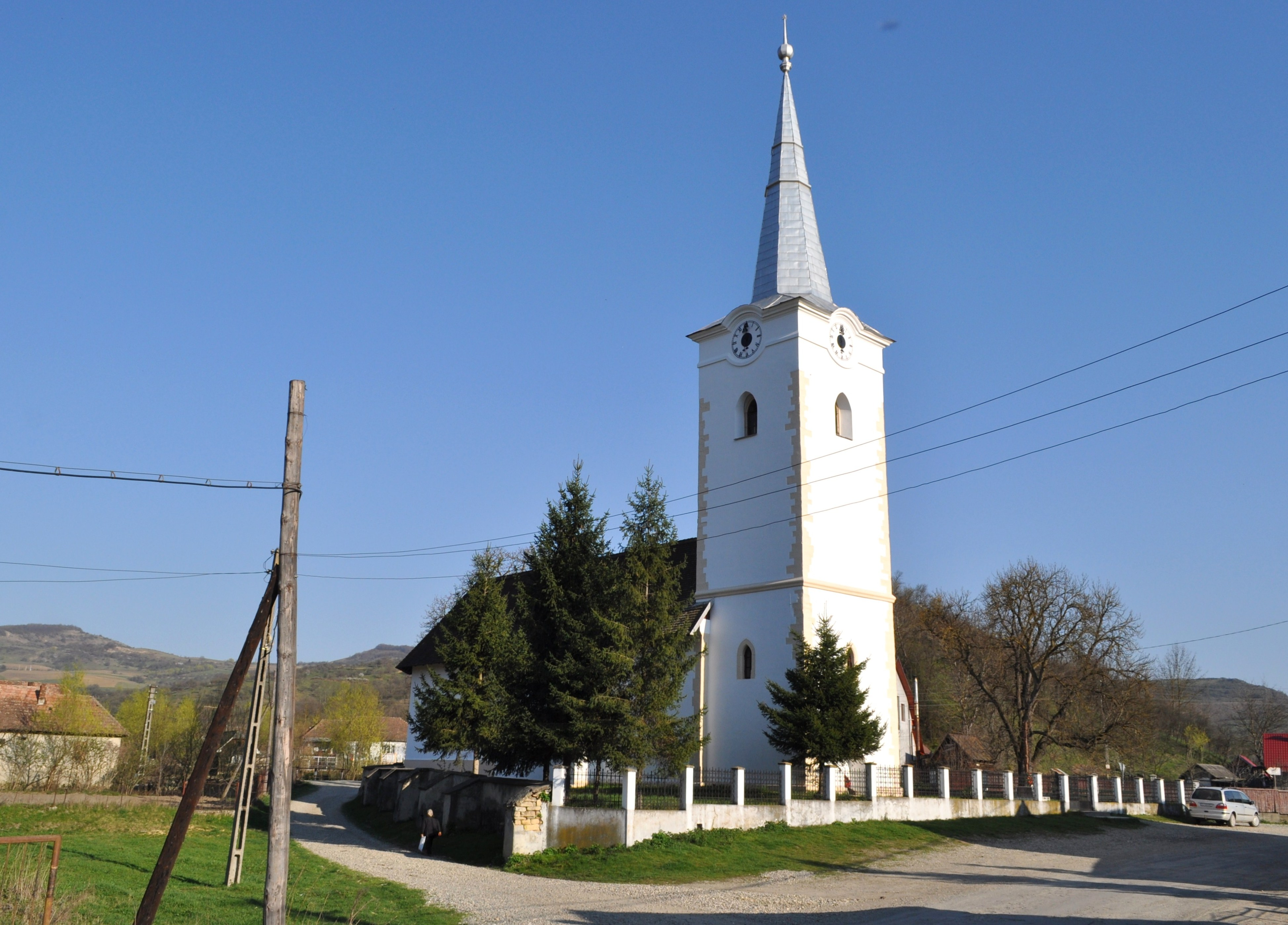
Reformierte Kirche
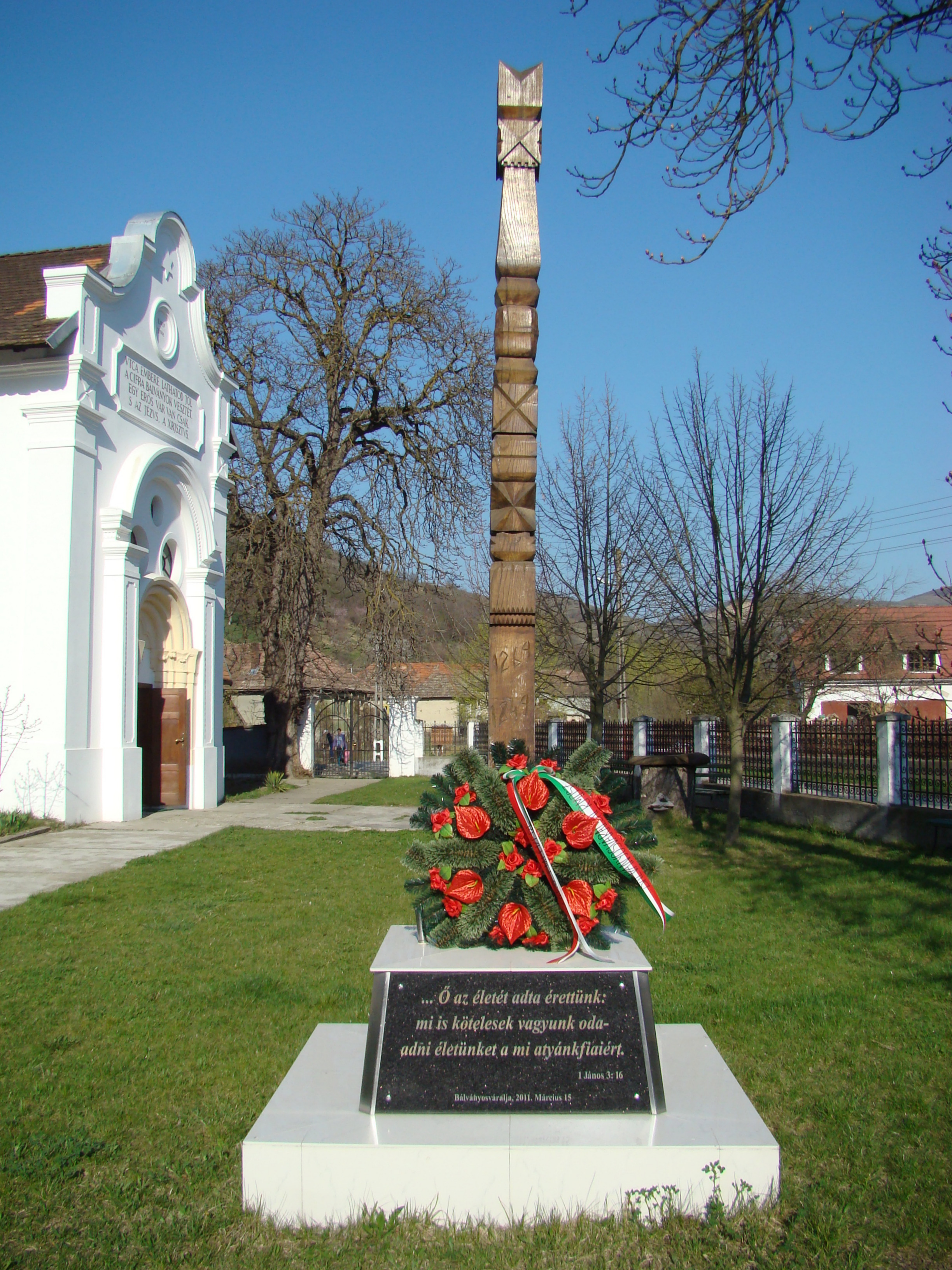
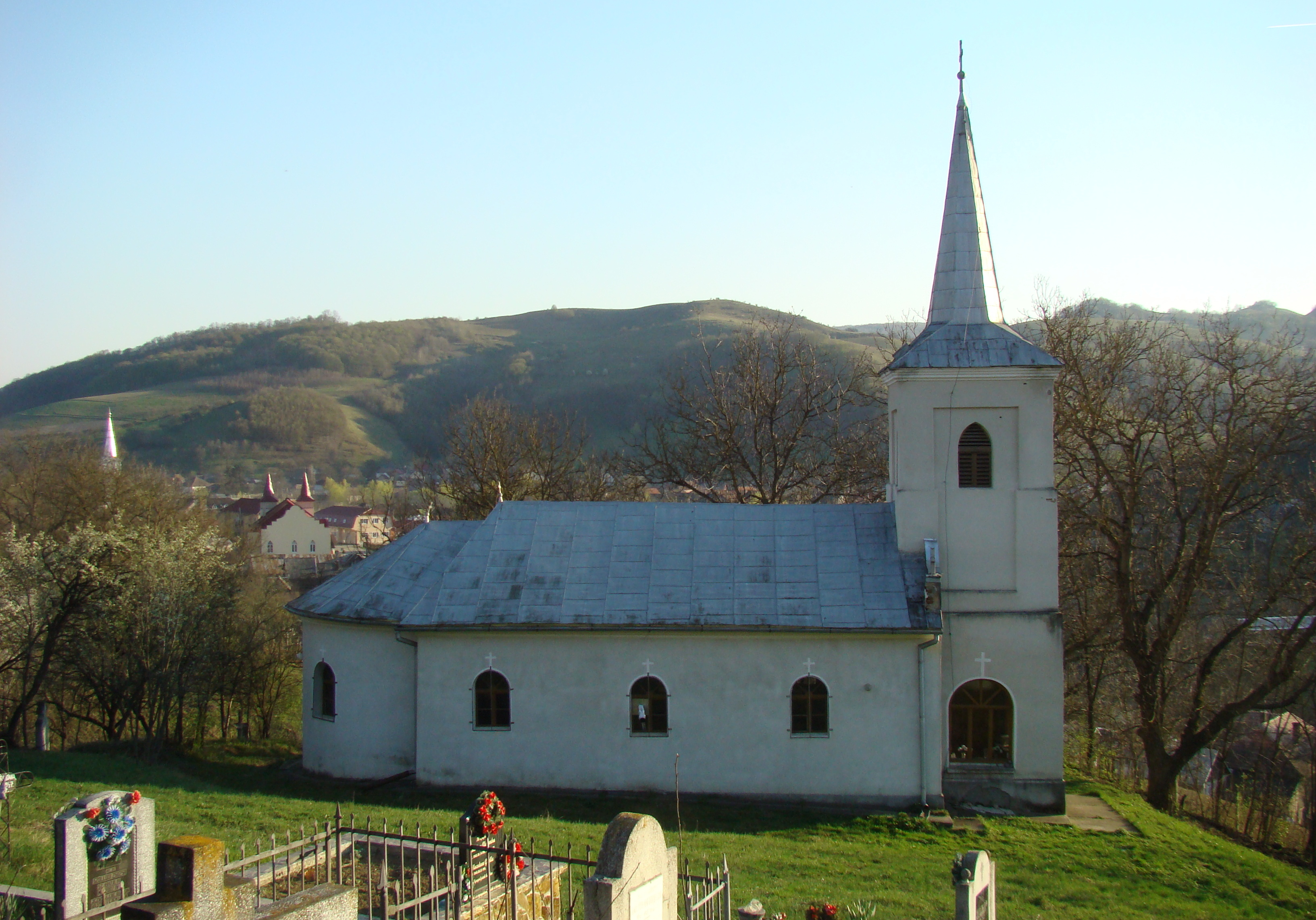
Orthodoxe Kirche

## Persönlichkeiten
- Miklós Misztótfalusi Kis (1650–1702), Buchdrucker und Gelehrter, lebte hier.[4]
- Mihály Fekete (1820–1871), Dichter und Pädagoge[10]